# 西インド連邦

西インド連邦
West Indies Federation (英語)

国の標語: To dwell together in unity（英語）国歌: God Save the Queen（英語）
女王陛下万歳
西インド連邦の地図

| 先代                                                                                             | 次代 |
| ------------------------------------------------------------------------------------------------ | --- |
| バルバドス ジャマイカ トリニダード・トバゴ イギリス領リーワード諸島 イギリス領ウィンドワード諸島 | アンティグア・バーブーダ バルバドス ケイマン諸島 ドミニカ グレナダ ジャマイカ モントセラト セントクリストファー＝ネイビス＝アンギラ セントルシア セントビンセント・グレナディーン トリニダード・トバゴ タークス・カイコス諸島 |
西インド連邦（にしインドれんぽう、英語: West Indies Federation）は、1958年から1962年までの間に存在したイギリス連邦内の自治領の連合である。カリブ海地域の「西インド諸島」にあるイギリス植民地で構成され、連邦制を採用していた。単一の独立国家を意図したものであったが、各地域の足並みがそろわず、1962年に解散した。

## 概要
カリブ海付近のイギリス領植民地の独立に向けての動きは第二次世界大戦前より存在していたが、大戦後、各島嶼地域を連合して独立させる話が具体化した。1956年英領カリブ連邦法（British Caribbean Federation Act 1956）が成立すると、各植民地が連合し、将来的な独立を視野に入れた、外交と防衛を除く自治権を有する半独立国としてスタートした。国家元首はイギリスの君主たるエリザベス2世であり、政体として国王は、国防・連邦財政を執り行う。連邦には二院制の議会が置かれ、領域ごとに議席が割り振られていた。
しかし、領域はカリブ海各地に散在したために地理的にまとまっておらず、さらに島によって人種、産業、政治制度、歴史の相違は著しく、国の中心的役割を担う比較的大きな面積を持つトリニダード島とジャマイカ島の間は1,500キロメートルも離れている等、当初から問題は山積していた。それらの諸問題は構成地域間の対立として現れ、とりわけ国家運営の在り方をめぐってトリニダード・トバゴとジャマイカの対立が深まっていった。
1961年、ジャマイカとトリニダード・トバゴが相次いで連邦離脱と単独での独立を決定し、国の2大中枢を失った連邦は瓦解。翌1962年、各島は再びイギリスの植民地に戻った。短命に終わった西インド連邦であったが、通貨の西インド諸島ドルは東カリブ・ドルへと名を変え、現在でも多くの旧連邦構成国で共通通貨として使用されている。

## 略歴
- 1938年頃 西インド諸島およびカリブ海沿岸のイギリス植民地を西インド連邦（カリブ海連邦）として独立させようとする動きが始まる。
- 1945年3月 イギリスが西インド諸島を統合する具体案を打ち出すが、バハマとバミューダが拒否、離脱。
- 1950年 カリブ海連邦案の勧告をイギリス領ホンジェラスとイギリス領ギアナが拒否、離脱。
- 1958年 10植民地による西インド連邦成立、西インド連邦労働党が総選挙に勝利。
- 1961年 ジャマイカが分離独立、続いてトリニダード・トバゴも分離独立。
- 1962年 解散、各連邦構成地域は再びイギリスの直轄植民地に復帰。

## 構成国
- アンティグア・バーブーダ
- イギリス領ジャマイカ
  - ケイマン諸島
  - ジャマイカ
  - タークス・カイコス諸島
- グレナダ
- セントクリストファー＝ネイビス＝アンギラ
  - アンギラ
  - セントクリストファー・ネイビス
- セントビンセントおよびグレナディーン諸島
- セントルシア
- ドミニカ
- トリニダード・トバゴ
- バルバドス
- モントセラト

| ジャマイカ アンティグア・バーブーダ ドミニカ バルバドス トリニダード・トバゴ セントルシア セントビンセント グレナダ モントセラト ケイマン諸島 タークス・カイコス諸島 セントクリストファー＝ ネイビス＝アンギラ |